# Рутстрём-Эдстрём, Соня
Соня Эдстрём-Рутстрём (швед. Sonja Edström-Ruthström; 18 ноября 1930, Лулео — 15 октября 2020, Недерлулео, Норрботтен) — шведская лыжница, олимпийская чемпионка, призёр чемпионатов мира.
На Олимпиаде-1952 в Осло стала 11-й в гонке на 10 км.
На Олимпиаде-1956 в Кортина-д’Ампеццо в обоих видах женской программы, в гонке на 10 км и эстафете, завоевала по бронзовой медали.
На Олимпиаде-1960 в Скво-Вэлли стала олимпийской чемпионкой в эстафете, в которой бежала последний этап и, приняв эстафету на первом месте, с преимуществом более минуты над занимающими второе место советскими лыжницами, сохранила лидерство, уступив на своём этапе лишь около 20 секунд. В личной гонке на 10 км Рутстрём-Эдстрём заняла 5-е место.
За свою карьеру на чемпионатах мира завоевала две медали, обе бронзовые в эстафетных гонках, на чемпионатах 1954 и 1958 годов.